# ミソハギ科
ミソハギ科（ミソハギか、Lythraceae）は、双子葉植物に属する科。32属600種ほどがあり世界の熱帯から亜寒帯にかけて広く分布する。日本には7属、十数種が自生する。

## 特徴
木本と草本がある。木本はおもに熱帯に分布し、草本は湿地に生育するものが多く、水草もある（ヒシも本科の系統に含まれ水中生活に特に適応している）。葉は対生または輪生。花は両性、子房上位で、萼片および花弁は4、6または8個のものが多い。萼は合生して筒状になる。花弁は薄く、蕾の時には不規則に折り畳まれている。雄蕊はそれより多く8ないし16本、またはさらに多数ある。果実は蒴果または閉果。

## 利用
観賞用に栽培するサルスベリ、ミソハギなどがある。そのほかに利用されるものとしてはオオバナサルスベリ（バナバ：バナバ茶として飲用する）やシコウカ（ヘンナ：毛染め剤にする）がある。
従来は別科とされていた（APG体系ではミソハギ科に入れる）ものでは、果樹として重要なザクロがある。またヒシ属の種子が食用とされる。

## 分類
以下の属がある。
- Physocalymma
- Lourtella
- Pleurophora
- Woodfordia
- Koehneria
- タバコソウ属（ハナヤナギ属） Cuphea - タバコソウ、メキシコハナヤナギ、クフェア・プルプレア（種間交雑種）
- Pehria
- Adenaria
- ミズガンピ属 Pemphis
- ザクロ属 Punica
- Lafoensia
- Galpinia
- Capuronia
- キバナノミソハギ属 Heimia
- キカシグサ属 Rotala - キカシグサ
- Didiplis
- Decodon
- ミソハギ属 Lythrum - ミソハギ
- Peplis
- Duabanga
- サルスベリ属 Lagerstroemia - サルスベリ、シマサルスベリ、バナバ
- ハマザクロ属 Sonneratia
- ヒシ属 Trapa
- シコウカ属 Lawsonia
- Tetrataxis
- Crenea
- Haitia
- Ginoria
- Nesaea
- ヒメミソハギ属 Ammannia
- Diplusodon
- Hionanthera

古い分類体系ではザクロ属はザクロ科、ヒシ属はヒシ科（両科とも子房下位）とされていた。また、ハマザクロ属・Duabanga 属はハマザクロ科とされていた。